# Cúp bóng đá châu Phi 1990
Cúp bóng đá châu Phi 1990 là Cúp bóng đá châu Phi lần thứ 17, được tổ chức tại Algérie. Đây là lần đầu tiên Algérie đăng cai Cúp bóng đá châu Phi. Số đội tham dự giải là 35, ít hơn giải trước đó 1 đội. Thể thức thi đấu không đổi. Vòng chung kết gồm 8 đội chia làm 2 bảng, mỗi bảng 4 đội. Hai đội tuyển đứng đầu mỗi bảng vào đá bán kết, đội thắng ở bán kết vào đá chung kết, đội thua dự trận trận tranh giải ba. Chủ nhà Algérie lần đầu tiên giành chức vô địch sau khi thắng Nigeria 1-0 ở chung kết. Còn Cameroon trở thành đội đương kim vô địch thứ chín bị loại ngay từ vòng bảng (sau CHDC Congo là vào các năm 1970, 1976, Ghana là vào các năm 1980, 1984 cùng với Sudan 1972, Maroc 1978, Nigeria 1982 và Ai Cập 1988).

## Vòng loại

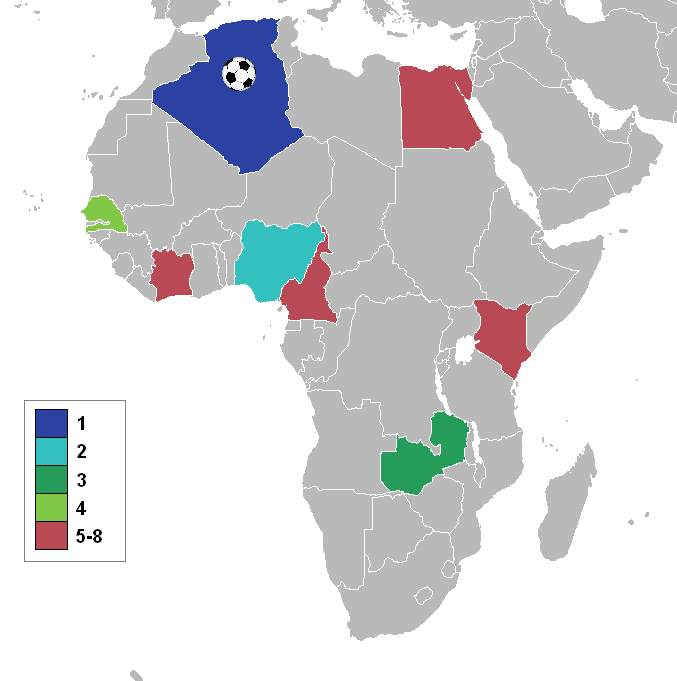
Các đội giành quyền tham dự giải đấu

Vòng loại của giải gồm 33 đội tham gia, chọn lấy 6 đội cùng với đương kim vô địch Cameroon và chủ nhà Algérie tham dự vòng chung kết. Vòng loại thi đấu theo thể thức loại trực tiếp sân nhà và sân khách, có áp dụng luật bàn thắng sân khách. Ở vòng sơ loại có 18 đội chọn lấy 9 đội thắng vào vòng loại thứ nhất. Ở vòng loại thứ nhất có 24 đội chia làm 12 cặp đấu để chọn 12 đội thắng vào vòng loại thứ hai. Vòng loại thứ hai 12 đội chia làm 6 cặp đấu, 6 đội thắng dự vòng chung kết.

### Các đội không vượt qua vòng loại

#### Vòng sơ loại
| - Burkina Faso - Guinea Xích Đạo - Gambia - Liberia - Madagascar |  | - Mauritanie - Seychelles - Tanzania - Uganda |  |  |

#### Vòng loại thứ nhất
| - Angola - Ethiopia - Ghana - Guinée - Libya - Mauritius |  | - Maroc - Mozambique - Sierra Leone - Sudan - Eswatini - Togo |  |  |

#### Vòng loại thứ hai
| - Gabon - Malawi - Mali |  | - Tunisia - Zaire - Zimbabwe |  |  |

- in nghiêng: Đội bóng bỏ cuộc

## Địa điểm
| Algiers                | AlgiersAnnaba | Annaba                  |
| ---------------------- | ------------- | ----------------------- |
| Sân vận động 5 tháng 7 | AlgiersAnnaba | Sân vận động 19 tháng 5 |
| Sức chứa: 85.000       | AlgiersAnnaba | Sức chứa: 56.000        |
|                        | AlgiersAnnaba |                         |

## Các trọng tài
Các trọng tài chính
- Laurent Petcha (Cameroon)
- Mohamed Hussam El-Dine (Ai Cập)
- Jean-Fidèle Diramba (Gabon)
- Badou Jasseh (Gambia)
- Idrissa Traoré (Mali)
- Idrissa Sarr (Mauritanie)
- Eganaden Cadressen (Mauritius)
- Abdellali Naciri (Maroc)
- Badara Sène (Senegal)
- Ally Hafidhi (Tanzania)
- Mawukpona Hounnake-Kouassi (Togo)
- Naji Jouini (Tunisia)

Các trọng tài khách mời
- Takada Shizuo (Nhật Bản)
- Jamal Al Sharif (Syria)

## Vòng chung kết
Vòng chung kết của giải diễn ra trong 2 tuần từ 2 đến 16 tháng 3 năm 1990. Các trận đấu ở bảng A được tổ chức tại thủ đô Algiers, ở bảng B được tổ chức tại thành phố Annaba.

### Các đội tham dự
- Algérie (chủ nhà, lần thứ 7)
- Cameroon (đương kim vô địch, lần thứ 7)
- Ai Cập (lần thứ 12)
- Bờ Biển Ngà (lần thứ 9)
- Kenya (lần thứ 3)
- Nigeria (lần thứ 8)
- Sénégal (lần thứ 3)
- Zambia (lần thứ 5)

### Bảng A
| Đội tuyển   | Số trận | Thắng | Hòa | Thua | Bàn thắng | Bàn thua | Hiệu số | Điểm |
| ----------- | ------- | ----- | --- | ---- | --------- | -------- | ------- | ---- |
| Algérie     | 3       | 3     | 0   | 0    | 10        | 1        | +9      | 6    |
| Nigeria     | 3       | 2     | 0   | 1    | 3         | 5        | −2      | 4    |
| Bờ Biển Ngà | 3       | 1     | 0   | 2    | 3         | 5        | −2      | 2    |
| Ai Cập      | 3       | 0     | 0   | 3    | 1         | 6        | −5      | 0    |

| Algérie                                      | 5–1      | Nigeria    |
| -------------------------------------------- | -------- | ---------- |
| Madjer 36', 58' · Menad 69', 72' · Amani 88' | Chi tiết | Okocha 82' |

| Bờ Biển Ngà                    | 3–1      | Ai Cập          |
| ------------------------------ | -------- | --------------- |
| A. Traoré 53', 60' · Maguy 73' | Chi tiết | Abdelrahman 75' |

| Nigeria   | 1–0      | Ai Cập |
| --------- | -------- | ------ |
| Yekini 8' | Chi tiết |        |

| Algérie                                          | 3–0    | Bờ Biển Ngà |
| ------------------------------------------------ | ------ | ----------- |
| Menad 23' · Chérif El-Ouazzani 81' · Oudjani 82' | Report |             |

| Nigeria   | 1–0      | Bờ Biển Ngà |
| --------- | -------- | ----------- |
| Yekini 3' | Chi tiết |             |

| Algérie              | 2–0      | Ai Cập |
| -------------------- | -------- | ------ |
| Amani 39' · Saïb 43' | Chi tiết |        |

### Bảng B
| Đội tuyển | Số trận | Thắng | Hòa | Thua | Bàn thắng | Bàn thua | Hiệu số | Điểm |
| --------- | ------- | ----- | --- | ---- | --------- | -------- | ------- | ---- |
| Zambia    | 3       | 2     | 1   | 0    | 2         | 0        | +2      | 5    |
| Sénégal   | 3       | 1     | 2   | 0    | 2         | 0        | +2      | 4    |
| Cameroon  | 3       | 1     | 0   | 2    | 2         | 3        | −1      | 2    |
| Kenya     | 3       | 0     | 1   | 2    | 0         | 3        | −3      | 1    |

| Zambia        | 1–0      | Cameroon |
| ------------- | -------- | -------- |
| Chikabala 58' | Chi tiết |          |

| Sénégal | 0–0      | Kenya |
| ------- | -------- | ----- |
|         | Chi tiết |       |

| Zambia      | 1–0      | Kenya |
| ----------- | -------- | ----- |
| Makwaza 40' | Chi tiết |       |

| Sénégal                | 2–0      | Cameroon |
| ---------------------- | -------- | -------- |
| Diallo 45' · N'Dao 56' | Chi tiết |          |

| Zambia | 0–0      | Sénégal |
| ------ | -------- | ------- |
|        | Chi tiết |         |

| Cameroon         | 2–0      | Kenya |
| ---------------- | -------- | ----- |
| Maboang 28', 69' | Chi tiết |       |

### Vòng đấu loại trực tiếp
|  | Bán kết              | Bán kết |                      |   | Chung kết | Chung kết |
|  |                      |         |                      |   |           |           |
|  | 12 tháng 3 – Annaba  |         |                      |   |           |           |
|  |                      |         |                      |   |           |           |
|  | Zambia               | 0       |                      |   |           |           |
|  | Zambia               | 0       | 16 tháng 3 – Algiers |   |           |           |
|  | Nigeria              | 2       |                      |   |           |           |
|  | Nigeria              | 2       | Nigeria              | 0 |           |           |
|  | 12 tháng 3 – Algiers |         | Nigeria              | 0 |           |           |
|  |                      | Algérie | 1                    |   |           |           |
|  | Algérie              | Algérie | 1                    | 2 |           |           |
|  | Algérie              |         |                      | 2 |           |           |
|  | Sénégal              | 1       |                      |   |           |           |
|  | Sénégal              | 1       | Tranh hạng ba        |   |           |           |
|  |                      |         |                      |   |           |           |
|  | 15 tháng 3 – Algiers |         |                      |   |           |           |
|  |                      |         |                      |   |           |           |
|  | Zambia               | 1       |                      |   |           |           |
|  | Zambia               | 1       |                      |   |           |           |
|  | Sénégal              | 0       |                      |   |           |           |

#### Bán kết
| Zambia | 0–2      | Nigeria                    |
| ------ | -------- | -------------------------- |
|        | Chi tiết | Okechukwu 18' · Yekini 77' |

| Algérie              | 2–1      | Sénégal           |
| -------------------- | -------- | ----------------- |
| Menad 4' · Amani 62' | Chi tiết | Serrar 20' (l.n.) |

#### Tranh giải ba
| Zambia        | 2–1      | Sénégal |
| ------------- | -------- | ------- |
| Chikabala 73' | Chi tiết |         |

#### Chung kết
| Algérie     | 1–0      | Nigeria |
| ----------- | -------- | ------- |
| Oudjani 38' | Chi tiết |         |

| Vô địch Cúp bóng đá châu Phi 1990 Algérie Lần thứ nhất |

## Giải thưởng

### Cầu thủ hay nhất
1  Rabah Madjer (76 điểm)
2  Tahar Chérif El-Ouazzani
3  Djamel Menad
–  Rashidi Yekini
–  Webster Chikabala

### Đội hình toàn sao
| Thủ môn      | Hậu vệ                                                    | Tiền vệ                                                         | Tiền đạo                       |
| ------------ | --------------------------------------------------------- | --------------------------------------------------------------- | ------------------------------ |
| Antar Osmani | Ali Benhalima André Kana-Biyik Arsène Hobou Samuel Chomba | Djamel Amani Rabah Madjer Tahar Chérif El-Ouazzani Moses Kpakor | Djamel Menad Webster Chikabala |

### Danh sách cầu thủ ghi bàn
4 bàn
| - Djamel Menad |

3 bàn
| - Djamel Amani | - Rashidi Yekini |  |

2 bàn
| - Rabah Madjer - Chérif Oudjani | - Emmanuel Maboang - Abdoulaye Traoré | - Webster Chikabala |

1 bàn
| - Tahar Chérif El-Ouazzani - Moussa Saïb - Serge Maguy | - Adel Abdel Rahman - Uche Okechukwu - Emmanuel Okocha | - Mamadou Diallo - Moussa N'Dao - Linos Makwaza |

phản lưới nhà
| - Abdelhakim Serrar (trong trận gặp Sénégal) |